# ابرنپتون
ابرنپتون سیاره‌ای است که از نپتون پرجرم‌تر است. این سیارات به‌طور کلی حدود ۵ تا ۷ برابر بزرگتر از زمین و جرمی تخمینی ۲۰ تا ۸۰ برابر زمین توصیف می‌شوند. همچنین عموماً به عنوان غول‌های گازی نامیده می‌شوند. سیاره‌ای که در این محدودهٔ جرمی قرار دارد را می‌توان زحل کوچک نیز نامید.